# 親愛的艾文·漢森
是一部2021年美國成長歌舞青春劇情片，改編自史蒂文·萊文森、班傑·帕塞克和賈斯汀·保羅創作的2015年同名音樂劇；講述患有社交焦慮症的高中生艾文·漢森（Evan Hansen）在同學自殺後，踏上自我認知及接納之路。由史蒂芬·切波斯基執導，萊文森編寫電影劇本，在舞台劇主演艾文·漢森的本·普拉特回歸飾演同角色；其他演員包括凯特琳·德弗、阿曼德拉·斯坦伯格、尼克·多達尼、科爾頓·萊恩、達尼·皮諾、茱莉安·摩爾以及艾美·亞當斯。
電影在2021年9月9日登上多倫多國際影展舉行全球首映並擔任開幕之夜晚會的開幕片，環球影業排定9月24日在美國上映。主流影評人給予《親愛的艾文·漢森》負面評價，嚴厲批評本·普拉特的選角、故事和演出陣容，但也有人稱讚配角的演技和音樂運用。儘管如此，觀眾仍對電影抱持正評居多的態度。電影在第42屆金酸莓獎共獲得4項提名。

## 演員
- 本·普拉特飾演艾文·漢森（Evan Hansen）
- 凯特琳·德弗飾演柔依·墨菲（Zoe Murphy）
- 阿曼德拉·斯坦伯格飾演艾拉娜·貝克（Alana Beck）
- 尼克·多達尼（英语：Nik Dodani）飾演傑瑞德·卡爾瓦尼（Jared Kalwani）
- 科爾頓·萊恩（英语：Colton Ryan）飾演康納·墨菲（Connor Murphy）
- 達尼·皮諾飾演賴瑞·莫拉（Larry Mora）
- 茱莉安·摩爾飾演海蒂·漢森（Heidi Hansen）
- 艾美·亞當斯飾演辛西亞·墨菲（Cynthia Murphy）
- 艾薩克·科爾·鮑威爾（英语：Isaac Cole Powell）飾演李斯（Rhys）

## 迴響

### 票房
在美國和加拿大，《親愛的艾文·漢森》起初預估能從3364間戲院中取得900萬至1100萬美元的票房。首日票房收入330萬美元，當中包含週四晚間預售的80萬美元。首週票房僅收入750萬美元，登上《尚氣與十環傳奇》之後的亞軍位置。《綜藝》的蕾貝卡·魯賓（Rebecca Rubin）將本片的表現不佳歸因於差勁的口碑以及觀眾不願在COVID-19疫情期間踏出門看電影。Deadline Hollywood網站的安東尼·德亞歷山德羅（Anthony D'Alessandro）暗示如果電影在NBC環球的串流平台孔雀上線，便有望立即獲利，但補充：「當電影票房不理想時，在串流平台上未必能好到哪去。」

### 評價
評論匯總網站爛番茄上根據187位影評人，本片好評率僅33%，平均得分4.9／10；該網站共識：「《親愛的艾文·漢森》對於原作的情感層面捕捉到位，但毀於錯誤的選角及令人難以共鳴的故事。」Metacritic網站則依據33位影評人，從滿分100中獲得39分，代表「整體評價不佳」。

## 外部連結
- 官方网站
- 互联网电影数据库（IMDb）上《親愛的艾文·漢森》的资料（英文）